# Rio Cavelonte
Il Rio Cavelonte è un corso d'acqua della Val di Fiemme, tributario di sinistra dell'Avisio interamente compreso nel comune di Panchià.
Esso nasce sulla Catena del Lagorai dall'unione del Rio Formion (proveniente dalla cima Formion 2529 m.), del Rio Cadinello (proveniente dal Cimon di Cadinello 2438 m.) e dai Rio Litegosa (proveniente da Cima Litegosa 2548 m.).
Incide la Valle di Cavelonte in direzione N per sfociare in Avisio a quota 925 m.